# Ніяких азартних ігор з незнайомцями
«Ніяких азартних ігор з незнайомцями» (англ. Don't Gamble with Strangers) — американська драма режисера Вільяма Бодайна 1946 року.

## Сюжет
Двоє карткових акул, роблячи вигляд, що вони брат і сестра, обчищають провінційного банкіра.

## У ролях
- Кейн Річмонд — Майк Семо
- Бернадін Гейєс — Фей Бентон
- Пітер Куксон — Боб Рендалл
- Глорія Воррен — Рут Гемільфон
- Чарльз Троубрідж — Крейтон
- Френк Дае — Джон Рендалл
- Ентоні Карузо — Пінкі Луїс
- Філіпп Ван Зандт — Мореллі
- Гарольд Гудвін — Джон Сандерс
- Леонард М'юді — Роберт Елліот
- Білл Кеннеді — Гаррі Арнольд
- Еддісон Річардс — шеф Бродерік
- Ферріс Тейлор — Майкл Ларсон
- Мері Філд — місіс Арнольд